# Privilégio social

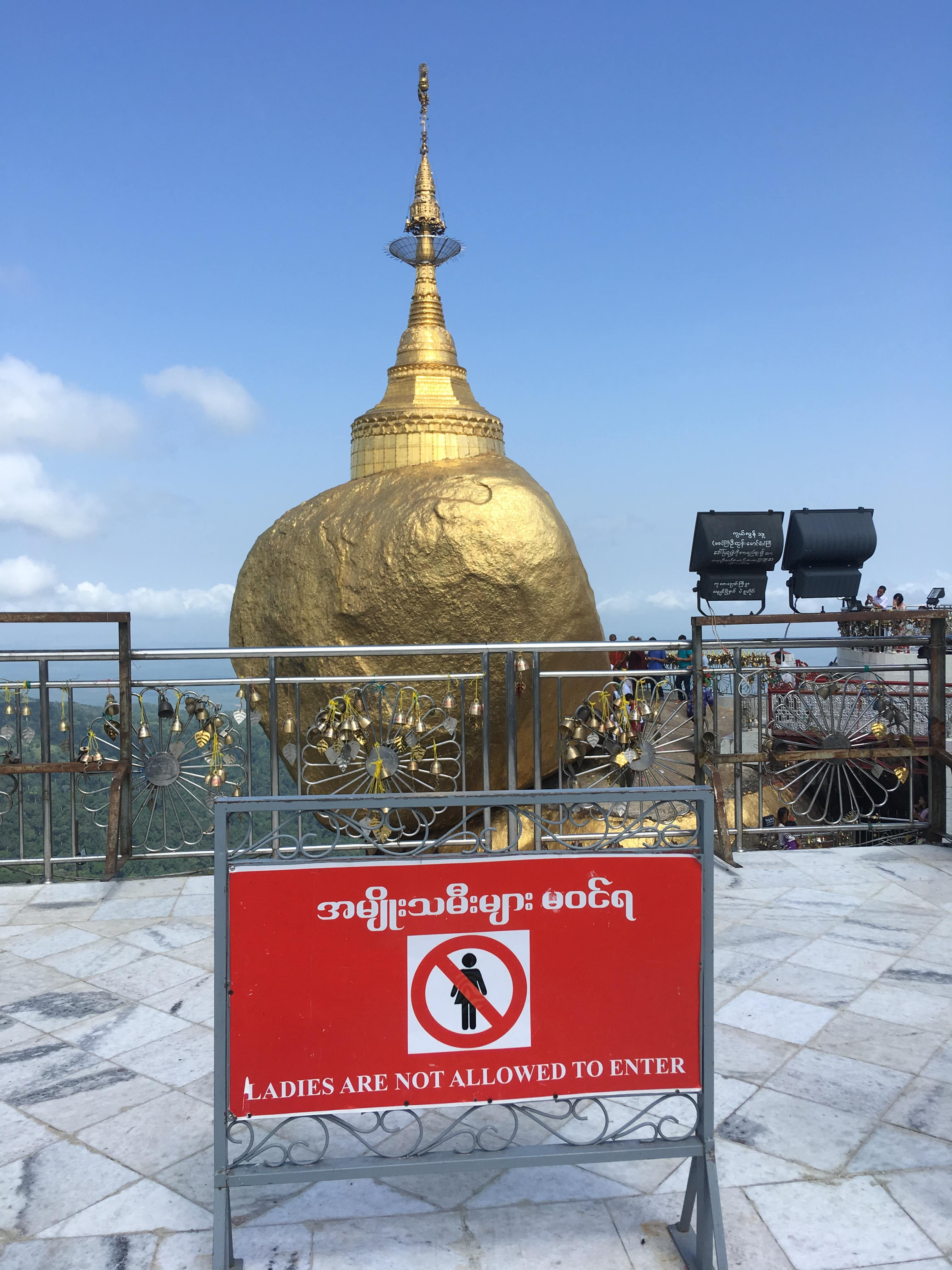
O aviso diz: "Não é a permitida a entrada de mulheres"

Privilégio social é uma teoria de vantagem ou direito especial, que beneficia uma pessoa, muitas vezes em detrimento de outras. Grupos privilegiados podem ser beneficiados com base em educação, classe social, casta, idade, altura, peso, nacionalidade, localização geográfica, deficiência, étnico ou racial, categoria gênero, identidade de gênero, neurologia, orientação sexual, atratividade física, religião, e outros fatores diferenciadores.  É geralmente considerado um conceito teórico utilizado em diversas disciplinas e muitas vezes ligado à desigualdade social. Privilégio também está ligado a formas sociais e culturais de poder. Começou como um conceito acadêmico, mas desde então tem sido invocado mais amplamente, fora da academia.
Este assunto é baseado nas interações de diferentes formas de privilégio em determinadas situações. Além disso, deve ser entendido como o inverso de desigualdade social, na medida em que se concentra em como as estruturas de poder na sociedade ajudam as pessoas socialmente privilegiadas, em oposição a como essas estruturas oprimem outras.